# Aricidea simonae
Aricidea simonae är en ringmaskart som beskrevs av Laubier och Ramos 1974. Aricidea simonae ingår i släktet Aricidea och familjen Paraonidae. Arten är reproducerande i Sverige. Inga underarter finns listade i Catalogue of Life.